# Moravice (wieś)
Moravice (niem. Morawitz) – gmina w Czechach, w powiecie Opawa, w kraju morawsko-śląskim. Według danych z dnia 1 stycznia 2012 liczyła 253 mieszkańców.

## Galeria

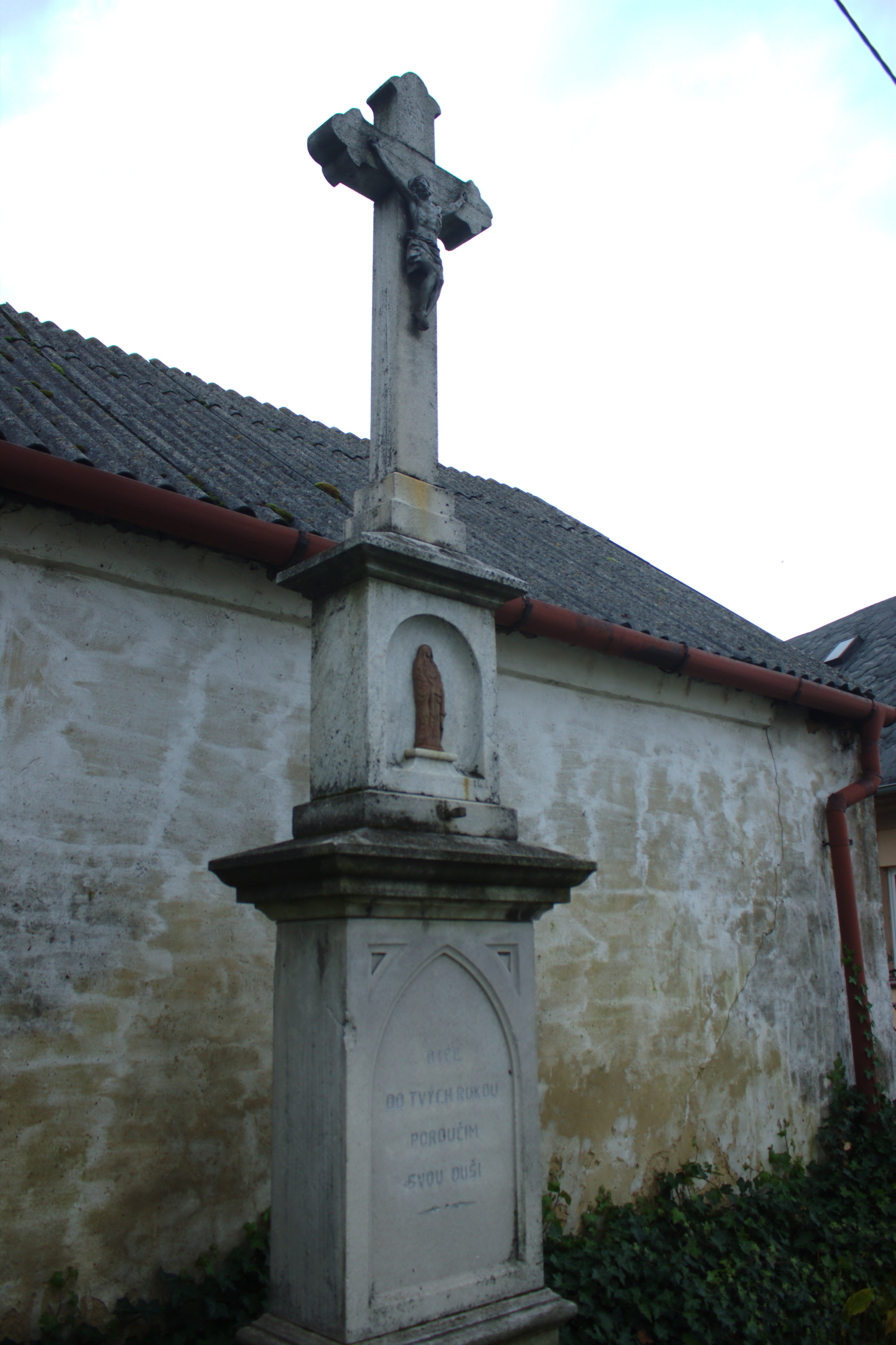
Krzyż
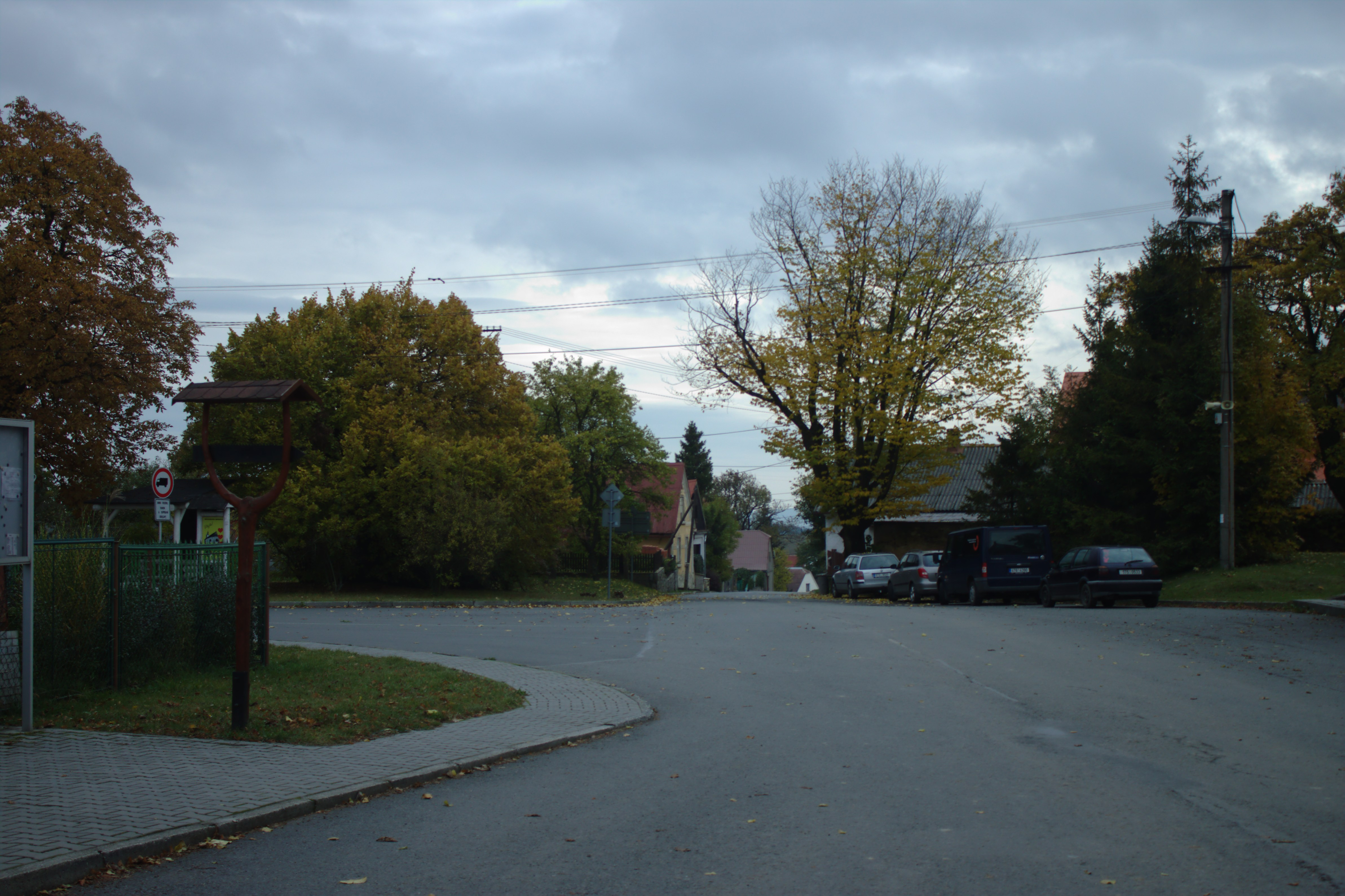
Nawsie
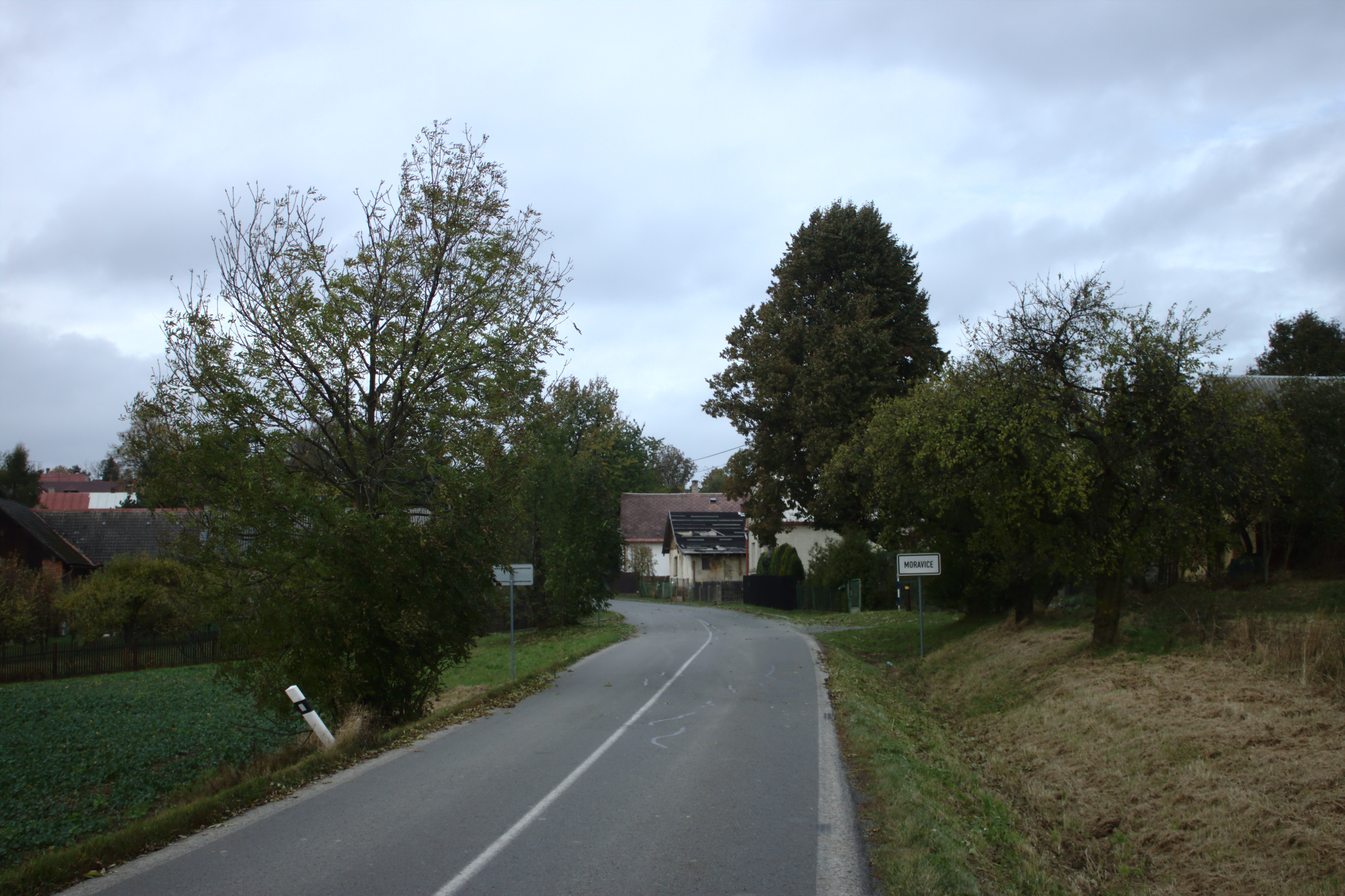
Droga